# Aldo Andreotti
Aldo Andreotti   (Florència, 15 de març de 1924 - Pisa, 21 de febrer de 1980) va ser un matemàtic italià.

## Vida i obra
Andreotti va néixer a Florència, fill d'un escultor jueu i nebot, per part de mare, d'un pintor i va rebre una esmerada educació. El 1942 va ingressar a la Scuola Normale Superiore de Pisa, però l'any següent va haver d'abandonar el seu país per la persecució feixista antisemita, tot i que ell era un fervent catòlic. Després d'uns anys a Lausana (Suïssa), on va assistir a classes de Georges de Rham i de Beno Eckmann, va retornar a Pisa per reprendre els estudis i es va doctorar el 1947. Els anys següents va estar a la Universitat de Roma La Sapienza, en la qual va ser assistent del professor Francesco Severi.
Després d'una breu estança a l'Institut d'Estudis Avançats de Princeton, va ser professor de geometria a la universitat de Torí des de 1951 fins a 1956. El 1950 va tornar a Pisa per a ser professor d'àlgebra a la universitat d'aquesta ciutat, en la qual va morir prematurament el 1980. Va ser enterrat a l'església de San Francesco de Pisa, sota una làpida dissenyada per l'escultor Mario Bertini.
Les seves obres escollides, van ser editades en tres volums pels seus col·legues i deixebles de la Scuola Normale entre 1992 i 1999. La seva obra matemàtica, que es compon de més d'un centenar de publicacions, versa sobre molt diversos camps, però en la seva etapa final es va centrar en l'estudi de la teoria general dels operadors diferencials parcials. A ell se li deuen la "resurrecció" el 1952 del teorema de Torelli, que havia estat oblidat durant anys, o els teoremes d'Andreotti-Grauert o d'Andreotti-Vesentini.